# Чеханков, Фёдор Яковлевич
Фёдор Я́ковлевич Чеханко́в (21 сентября 1939, Челябинск — 1 августа 2012, Москва) — советский и российский актёр театра и кино. Народный артист РСФСР (1991).

## Биография
Фёдор Чеханков (Вайнштейн) родился 21 сентября 1939 года в Челябинске. Мать, Валентина Авраамовна Чеханкова (23 февраля 1917—1987) — актриса Ярославского театра юного зрителя, позже областного Орловского драматического театра. Отец, Яков Файбышевич Вайнштейн (1906, Приворотье Подольской губернии — 1942, пропал без вести на фронте), — полковник, полковой комиссар, состоял на партийной работе и до войны служил начальником Управления культуры Ярославля. Перед самой войной отца направили на работу в Ригу — начальником политорганов Прибалтийского военного округа.
В 1961 году окончил Театральное училище имени М. С. Щепкина (курс В. Н. Пашенной).
С 1961 года — актёр Центрального театра Советской армии (с 1993 года театр Российской Армии).
С 1971 по 1979 год — ведущий музыкальных ТВ-передач «Артлото» (с Жанной Горощеней, затем с Людмилой Сенчиной) и «Вас приглашает оперетта…».
В 1997 году выпустил компакт-диск «Грустить не надо», в 2001 — компакт-диск «Память сердца». Автор книги «Моя дырявая память» (2003).
Скончался в Москве 1 августа 2012 года, последние 16 лет у него был СПИД. После кремации урна с прахом захоронена в могилу матери на Ваганьковском кладбище (28-й участок).

## Творчество

### Театральные работы

#### Орловский драматический театр
- «Анна Каренина» — Серёжа Каренин

#### ЦАТРА
- «Сватовство майора» — Порохов[19][20]
- «Душа солдата» — Сержант Дым
- «Шоссе на Большую Медведицу» (Семёнов Ю. С.) — Артем Грибков
- «Конец» (Шатров М. Ф.) — Доктор Геббельс
- «Когда танцуют розы» — Велосипедист
- «Лес» — Алексей Буланов
- «Человек для любой поры» (Болт Р.) — Генрих VIII
- «Идиот» — Ганя Иволгин
- «Учитель танцев» (Лопе де Вега) — Альдемаро
- «Смерть Иоанна Грозного» (Толстого А. К.) — Фёдор
- «Есть у моря свои законы» (Чертков Е.) — Зеленчук
- «Укрощение строптивой» — Люченцо
- «Солдат и Ева» (Борисова Е.) — Солдат
- «Парочка комедиантов» (Гордон Дж.) — Ник Барбер
- «Шлюк и Яу» (Гауптман Г.) — Шлюк
- «Боже, храни короля!» (Моэм С.) — Сидней
- «Осенняя кампания 1799 года» — князь Константин Павлович
- «Контракт на убийство» (Мрожек С.) — Морис
- «Ваша сестра и пленница…» (Разумовская Л.) — Генри Дарнлей
- «Ужасные родители» (Кокто Ж.) — Мишель
- «Условия диктует леди» (Элис Э., Риз Р.) — Дункан Макфи
- «Любовь дона Перлимплина» (Лорка Ф. Г.) — Дон Перлимплин
- «Шинель» (Гоголь Н. В.) — Акакий Башмачкин

### Роли в кино
- 1961 — Командировка — эпизод (нет в титрах)
- 1963 — Человек, который сомневается — Игорь
- 1964 — Лушка — Фёдор
- 1967 — Там, где длинная зима — Генка Пушкин
- 1973 — Эта весёлая планета — человек, танцующий танго
- 1974 — Бенефис Сергея Мартинсона
- 1976 — Ансамбль неудачников — абитуриент
- 1980 — Жиголо и Жиголетта — эпизод (нет в титрах)[21]
- 1982 — Праздник оперетты — американец
- 1983 — Карамболина-Карамболетта — Простак
- 1983 — Любовью за любовь — Борачио
- 1983 — Понедельник — день тяжёлый — Мартышкин
- 1989 — Как в старом кино
- 2000 — Игра в любовь
- 2003 — Ключ от спальни — слуга Захарыч
- 2006 — Андерсен. Жизнь без любви — Бурнонвиль

### Вокал
- 1967 — Там, где длинная зима
- 1973 — Жили три холостяка

### Участие в фильмах
- 2008 — «Владимир Зельдин. Влюблённый Дон Кихот»

### Телепрограммы
- 1971—1979 — Артлото, ведущий программы

### Книги
- Чеханков Ф. Я. Моя дырявая память / Под ред. Б. М. Поюровского. — 2-е изд., испр., доп. — М.: АСТ-Пресс книга, 2012. — 368 с., ил. — (Выдающиеся мастера). — ISBN 978-5-462-01270-9

## Признание и награды
- Заслуженный артист РСФСР (15 февраля 1978)
- Народный артист РСФСР (13 мая 1991)
- Орден Почёта (1999)
- Орден Дружбы (2005)
- Орден «За заслуги перед Отечеством» IV степени (2009)[22]